# Тотошка

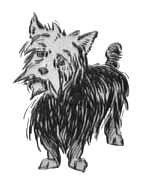

Пёсик Тотошка (настоящее имя Тото́, англ. Toto) — персонаж сказочного цикла Лаймена Фрэнка Баума о стране Оз, а также написанных по их мотивам произведений Александра Волкова об Изумрудном городе. У Баума Тото — заметный персонаж сказок «Удивительный волшебник страны Оз», «Путешествие в страну Оз» и «Изумрудный город страны Оз», также упоминается в ряде других книг Озианы. В сказках Волкова занимает значительное место в сюжетах книг «Волшебник Изумрудного города», «Урфин Джюс и его деревянные солдаты» и «Семь подземных королей», также упоминается в книгах «Огненный бог Марранов» и «Жёлтый туман».

## Тотошка в книгах Волкова
Тотошка — маленький чёрный пёсик, любимец Элли. Приходится дедом Артошке.
В молодые годы Тотошка отличался весёлым неунывающим нравом. Он никогда не скучал и мог целыми днями напролёт играть со своей хозяйкой, которой был беззаветно предан.
Именно Тотошка, испугавшись урагана Гингемы, невольно нарушил планы доброй феи Виллины. Боявшийся гроз пёсик решил искать убежища в домике-фургоне Смитов, который обычно пустовал во время бурь. Элли бросилась следом за своим питомцем, но в этот момент ветер закружил домик, поднял его высоко над землёй и унёс в далёкую Волшебную страну.
В странствии по Волшебной стране Тотошка всячески помогал девочке: он добыл для неё серебряные башмачки Гингемы, пытался защитить хозяйку от Людоеда, разоблачил фальшивого волшебника Гудвина, выгнав его из-за ширмы, за которой тот прятался. Также Тотошка первым из всей компании догадался, что Золотую Шапку можно передавать друг другу.
Как и у других спутников Элли, у Тотошки было своё заветное желание: он мечтал вернуться домой, чтобы задать трёпку соседскому псу, хвастунишке Гектору, своему давнему сопернику. Мечта Тотошки осуществилась: после возвращения вместе с Элли в Канзас он сразился с Гектором, бой закончился вничью и противники прониклись таким уважением друг к другу, что стали неразлучными приятелями.
Ещё одна сокровенная, но так и не осуществлённая мечта Тотошки — поймать Рамину, королеву полевых мышей.
На следующий год Тотошка сопровождал Элли и Чарли Блека в Волшебную страну, перенося вместе с ними все тяготы путешествия через пустыню и горы. Во время войны с Урфином Джюсом выполнял функции разведчика и следопыта.
В последний раз Тотошка попал в Волшебный край вместе с Элли и Фредом, которые исследовали любопытную пещеру в штате Айова и оказались отрезаны от дома непроходимым заслоном после внезапного обвала. Ребята отправились искать выход вниз по подземной реке и попали в Страну Подземных рудокопов. Тотошка в этом странствии сторожил от крыс провизию и вещи путников. Когда Элли и Фреда пленили подземные короли, Тотошке удалось бежать наверх. Он принёс Страшиле весть о том, что Элли с Фредом томятся в заточении у монархов Подземного царства, и это едва не спровоцировало кровопролитную войну. Вернувшись к ребятам, Тотошка по воле короля Ментахо был посажен в железную клетку и выпущен только после прибытия делегации дуболомов, которые принесли предложение о мирном решении конфликта.
Возвратившись в Канзас, Тотошка вёл мирную жизнь, обзавёлся потомством. Одного из его внуков, пёсика по кличке Артошка, сделали своим спутником Энни и Тим в собственных путешествиях по Волшебной стране. Артошка походил на своего деда как две капли воды, точно так же, как и Энни была почти неотличима от Элли.
Сам же Тотошка к тому времени «потерял былую живость и предприимчивость», смирившись с тем, что пришла пора «уступать дорогу молодым».

## Прообраз Тотошки
Прообразом волковского Тотошки стал пёсик Тото, спутник девочки Дороти, из книги Л. Ф. Баума «Удивительный Волшебник из Страны Оз» (1900). Приключения Тотошки в «Волшебнике Изумрудного города» почти полностью повторяют историю Тото из сказки Баума. Однако у Волкова образ Тотошки выписан гораздо живее. В отличие от «немого» Тото, дар речи которого «прорезается» лишь в одной из поздних книг о Стране Оз, Тотошка Волкова начинает говорить сразу, как только попадает в Волшебную страну. Также Дороти приобрела серебряные башмачки Злой Восточной Волшебницы без помощи Тото: это Добрая Северная Волшебница подсказала ей надеть их; у Волкова же башмачки для Элли приносит из пещеры Гингемы именно Тотошка.
Кроме того, в последовавших продолжениях Волкова и Баума приключения Тотошки и Тото уже не имеют практически ничего общего.
В русских переводах сказок Баума о Стране Оз имя Тото обычно переводят как Тотошка по аналогии с волковским персонажем; в оригинале у Тото Баума нет уменьшительного имени.
В оригинале произведения имя Toto восходит к слову teetotaler — трезвенник, являясь культурно-исторической отсылкой к современному для времени написания сказки движению сторонников «сухого закона» в США.

## Литературная критика
Образ Тотошки как спутника Элли рассматривался в статье К. М. Спынь о психологической достоверности персонажей сказок А. М. Волкова, в том числе в сопоставлении его с персонажем Артошкой из последних книг сказочного цикла Волкова.
В статье Л. А. Григоряна о градации ценности жизни животных в сказочном мире А. М. Волкова Тотошка по степени очеловечивания и по роли в сюжете отнесён к категории «квазилюдей», наряду с пёсиком Артошкой, Смелым Львом и рядом других представителей говорящей фауны.

## В экранизациях
- У режиссёра Павла Арсенова при его экранизации сказки «Волшебник Изумрудного города», в другом варианте развития событий, цвет Тотошки изменился на полностью противоположный — из меланиста он стал белоснежным альбиносом и, к тому же, сменил породу — его сыграла комондор по кличке Майка.
- Цвет персонажа изменён и в мультфильме по данной сказке — в нём он коричневый с белой мордочкой и белыми ободками вокруг глаз, а по внешности напоминает терьера.
- В телесериале «Изумрудный город» Тото является полицейской немецкой овчаркой, который оказался в той же полицейской машине, что и Дороти. После гибели хозяина и перемещения в другой мир пёс увязывается за Дороти. Не зная настоящей клички пса, Дороти называет его Тото, узнав, что это слово на местном языке означает «собака».